# Central Unitaria de Trabajadores de Colombia
La Central Unitaria de Trabajadores de Colombia (CUT), es la organización sindical de tercer grado numéricamente más grande del país; reúne a cerca de 500 mil trabajadores y 700 sindicatos.

## Historia
El 14 de febrero de 1986 la Confederación Sindical de Trabajadores de Colombia (CSTC), un sector de la Unión de Trabajadores de Colombia (UTC), algunos sindicatos procedentes de la Confederación de Trabajadores de Colombia (CTC) y otros sindicatos y federaciones nacionales de trabajadores no afiliadas a ninguna central, crearon la Coordinadora Nacional de Unidad Sindical, que organizó el congreso constitutivo de la Central Unitaria de Trabajadores de Colombia entre los días 15 y 17 de noviembre de 1986. 
El 15 de noviembre de 1986 en el Club de Empleados Oficiales de Bogotá, 1800 delegados en representación de 45 federaciones y cerca de 600 sindicatos, después de tres días de trabajo y de un amplio debate, aprobaron la declaración de principios, la plataforma de lucha, los estatutos y eligieron el Comité Ejecutivo, dando así nacimiento a la CUT, la confederación sindical mayoritaria de los trabajadores colombianos. La CUT se encargó de unir cerca del 80% de los sindicatos que estaban divididos en Colombia desde 1946.

## Comité ejecutivo
La CUT cuenta con un comité ejecutivo, en donde están representados todos los sindicatos afiliados a la Central. Actualmente la presidencia de la CUT está en manos de Diogenes Orjuela. Los demás miembros de este Comité Ejecutivo son:
| NOMBRES Y APELLIDOS               | CARGO                                                 |
| --------------------------------- | ----------------------------------------------------- |
| Jorge Cortés Navarrete            | Primer Vicepresidente                                 |
| Pedro Luis Arango Sánchez         | Segundo Vicepresidente                                |
| Edgar Mojica Vanegas              | Secretario General                                    |
| Fabio Arias Giraldo               | Fiscal                                                |
| Carlos Arturo Rico Godoy          | Director Dpto. de Finanzas y Tesorería                |
| Elías Fonseca Cortina             | Director Dpto. de Comunicaciones                      |
| Omar Romero Díaz                  | Director Dpto. de Derechos Humanos                    |
| Jairo Arenas Acevedo              | Director Dpto. Recursos Naturales y Medio Ambiente    |
| José Guillermo Rivera Zapata      | Director Dpto. de Salud y Trabajo                     |
| Luis Eduardo Varela Rebellón      | Directora Dpto. de Seguridad Social                   |
| Luis Fernando Loaiza Cano         | Directora Dpto. de Educación                          |
| Over Dorado Cardona               | Director de Investigación y Proyectos                 |
| María Rosalba Gómez Vázquez       | Directora Dpto. de la Mujer                           |
| Timoteo Romero Morales            | Directora Dpto. de la Juventud y la Niñez             |
| Húbert de Jesus Ballesteros Gómez | Director Dpto. de organización                        |
| Witney Chávez Sánchez             | Director Relaciones Laborales y Negociación Colectiva |
| Ligia Inés Alzate Arias           | Director Dpto. de Asuntos Jurídicos y Legislativos    |
| Manuel de Jesús Rivas Palacios    | Director Dpto. Empresas Transnacionales               |
| Francisco Maltés Tello            | Director Dpto. Relaciones con Sectores Sociales       |
| Gilberto Luis Martínez Guevara    | Director Dpto. de Relaciones Internacionales          |